# Melve
Melve é uma comuna francesa na região administrativa da Provença-Alpes-Costa Azul, no departamento dos Alpes da Alta Provença. Estende-se por uma área de 14,11 km². Em 2010 a comuna tinha 124 habitantes (densidade: 8,8 hab./km²).